# Heinz Decker
Heinz Decker (* 27. November 1950 in Regensburg; † 9. Dezember 2018 in Mainz) war ein Biophysiker und Universitätsprofessor für Molekulare Biophysik an der Johannes Gutenberg-Universität Mainz. Er war bekannt für seine Arbeiten auf den Gebieten der Hämocyanine und Tyrosinasen.

## Leben
Heinz Decker studierte von 1971 bis 1976 Biologie und Physik an der Ludwig-Maximilians-Universität München (LMU). Dort wurde 1981 zum Dr. rer. nat promoviert. Auslandsaufenthalte schlossen sich 1982–84 am Department of Chemistry and Biochemistry an der University of Colorado, Boulder, USA, und als Research Assistant Professor an der School of Medicine, Saint Louis University, Missouri, USA, an. 1984–85 war Decker wissenschaftlicher Mitarbeiter am Max-Planck-Institut für medizinische Forschung, Abt. Biophysik, Heidelberg und von 1985 bis 1994 Projektleiter für Molekulare Physiologie and Biophysik. 1989 wurde Decker an der LMU München habilitiert und 1991 zum wissenschaftlichen Oberassistent ernannt. 1993 erfolgte eine Lehrstuhlvertretung am Institut für Zoologie an der Tierärztlichen Hochschule Hannover. 1994 war er auch Gastprofessor am Institute of Biology an der Universität Padua, Italien. Ende 1994 folgte Decker einem Ruf zum C4-Professor für Molekulare Biophysik an die Johannes Gutenberg-Universität Mainz, wo er seitdem das gleichnamige Institut leitete. Forschungsfreisemester unternahm Decker 1998 am Oregon Institute of Marine Biology, University of Oregon, an der Universität Padua, Italien und 2006 am Marine Biology Laboratory Woods Hole, Massachusetts, USA.
Decker war Gründungsmitglied des Mainzer Weinsenats und des Rotary Clubs Mainz-Rheinhessen.
Heinz Decker starb am 9. Dezember 2018 in Mainz.

## Wissenschaftlicher Beitrag
Deckers Forschungsinteresse galt der Bedeutung des Sauerstoffs bei der Evolution des Lebens. Dazu untersuchte er die Struktur, Funktion und Evolution von Typ 3 Kupferproteinen und deren nanotechnologische sowie immunologische Anwendung. Zwei Proteingruppen sind von besonderer Bedeutung: a) der Sauerstofftransport durch Hämocyanine bei Arthropoden (Krebse, Spinnen, Skorpione etc.) und Mollusken (Schnecken, Muscheln etc.), b) die Enzyme Tyrosinase und Catecholoxidasen, die in allen Organismen von Bakterien bis zum Menschen vorkommen und verschiedene biologische Funktionen haben. Sie starten die Synthese von Melanin, das für die Färbung unserer Haare und Haut, aber auch für die Braunfärbung von Obst, Pflanzen, Pilzen und tierischen Organismen verantwortlich ist. Besondere Aufmerksamkeit erzeugte Decker mit seinen Vorstellungen zum Mechanismus des Ergrauens von Haaren oder Albinismus. Zudem ist Melanin oft Bestandteil der Immunantwort gegen pathogene Eindringlinge oder hilft beim Wundverschluss. Hämocyanine können auch zu Tyrosinasen und Catecholasen konvertiert werden. Decker lieferte wichtige Beiträge zu molekularen Mechanismen der Aktivierung und Katalyse dieser Typ 3 Kupferproteinfamilie. Dazu bediente er sich verschiedener biophysikalischer Methoden.
Um die Wechselwirkung der bis zu 160 Sauerstoffbindungszentren zu verstehen, arbeitete Decker während seiner Zeit bei Stanley Gill (Boulder, Colorado) am Nesting-Modell, das den Hierarchien in der Struktur kooperativer Proteinkomplexe Hierarchien allosterische Gleichgewichte zuordnet und damit auch die Funktion anderer Proteinkomplexe wie extrazelluläre Hämoglobins und GroEL beschreibt.
Ein junger Schwerpunkt ist die Aufklärung von Weinproteinen bzgl. deren Potenzials für Unverträglichkeitsreaktionen und Allergien sowie die Bedeutung für die Trubbildung.
Zusammen mit Wolfgang Weuffen entstand ein Buch über Thiocyanat.

## Forschungsprojekte
Decker war seit 2002 an mehreren Sonderforschungsprojekten, Graduiertenkolleg und Einzelprojekten der Deutschen Forschungsgemeinschaft, an Projekten des BMBF, an einer Arbeitsgemeinschaft des BMWi, an Projekten der European Cooperation in Science and Technology  (COST) und solchen der Stiftung Rheinland-Pfalz für Innovation beteiligt.

## Mitgliedschaften in wissenschaftlichen Vereinigungen
- Deutsche Zoologische Gesellschaft
- Biophysical Society (USA)
- Gesellschaft Deutscher Chemiker
- Deutsche Gesellschaft für Biophysik
- Gesellschaft Deutscher Naturforscher und Ärzte

## Publikationen
Bücher
- mit W. Weuffen (Hrsg.): Thiocyanat – ein bioaktives Ion mit orthomolekularem Charakter. I. S. M. H. Verlag, Sarow 2004, ISBN 3-934043-06-2.
- mit K. van Holde: Oxygen and the Evolution of Life. 1. Auflage. Springer Verlag, Heidelberg/Berlin 2011, ISBN 978-3-642-13178-3.
- mit H. König: Kulturgut Rebe und Wein. 1. Auflage. Spektrum Akademischer Verlag, Heidelberg 2013, ISBN 978-3-8274-2886-8.

Artikel
- Publikationsliste Universität Mainz
- PubMed Publikationsliste